# ロバート・タウン
ロバート・タウン（Robert Towne 本名：ロバート・バートラム・シュワルツ(Robert Bertram Schwartz)、1934年11月23日 - 2024年7月1日）は、アメリカ合衆国の脚本家、映画監督。

## 来歴
ロサンゼルス出身。父親はロシア系、母親はルーマニア系。ポモナ・カレッジで英文学を学び、卒業後、軍に入隊。
除隊後の1958年、ハリウッドに行き、ジェフ・コーリーの演劇養成所に入り、そこでジャック・ニコルソンやロジャー・コーマンと知り合う。
その後脚本家に転じ、人気テレビシリーズ『0011ナポレオン・ソロ』や『アウター・リミッツ』の脚本を執筆した後、コーマン監督の低予算映画から映画の脚本の執筆を始める。
下積み時代、共にロジャー・コーマンの下で働いていたフランシス・フォード・コッポラから依頼を受け、『ゴッドファーザー』の撮影中に脚本の手直しを行う。ドン・コルレオーネとマイケル・コルレオーネが話し合う著名な場面の脚本を書いた（クレジットなし）
1974年、ニコルソンが主演した『チャイナタウン』で第47回アカデミー脚本賞を受賞。
1982年には『マイ・ライバル』で監督デビューした。
2024年7月1日、ロサンゼルスの自宅で死去。89歳没。

## 主な作品

### 脚本
- 地球最後の女 アイ・アム・ウーマン・レジェンド Last Woman on Earth (1960) ※エドワード・ウェイン(Edward Wain)名義
- 黒猫の棲む館 The Tomb of Ligeia (1964)
- 俺たちに明日はない Bonnie and Clyde (1967) ※特別コンサルタントとして
- 戦うパンチョビラ Villa Rides (1968)
- ゴッドファーザー The Godfather (1972) ※クレジットなし
- さらば冬のかもめ The Last Detail (1973) アカデミー脚本賞ノミネート
- チャイナタウン Chinatown (1974)
- パララックス・ビュー Parallax View (1974) ※クレジットなし
- ザ・ヤクザ The Yakuza (1974)　高倉健や岡田英次、岸恵子出演
- シャンプー Shampoo (1975) アカデミー脚本賞ノミネート
- ミズーリ・ブレイク The Missouri Breaks (1976)
- オルカ Orca (1977) ※クレジットなし
- 天国から来たチャンピオン Heaven Can Wait (1978) ※クレジットなし
- 世紀の取り引き Deal of the Century (1983) ※クレジットなし
- グレイストーク -類人猿の王者- ターザンの伝説 Greystoke: The Legend of Tarzan, Lord of the Apes (1983) ※P・H・ヴァザック(P.H.Vazak)名義、アカデミー脚本賞ノミネート
- フランティック Frantic (1988) ※クレジットなし
- 黄昏のチャイナタウン The Two Jakes (1989)
- デイズ・オブ・サンダー Days of Thunder (1990) 原案も
- ザ・ファーム 法律事務所 The Firm (1993)
- めぐり逢い Love Affair (1994)
- ミッション:インポッシブル Mission: Impossible (1996)
- ミッション:インポッシブル2 Mission: Impossible II (2000)

### 監督
- マイ・ライバル Personal Best (1982) 脚本・製作も
- テキーラ・サンライズ Tequila Sunrise (1989) 脚本も
- ラスト・リミッツ 栄光なきアスリート Without Limits (1998) 脚本も
- Ask the Dust (2006) 脚本も

### 出演
- 呪われた海の怪物 Creature from the Haunted Sea (1961)エドワード・ウェイン名義

## 受賞
- 第47回アカデミー脚本賞（1974年、『チャイナタウン』）
- ゴールデングローブ賞 脚本賞（1974年、『チャイナタウン』）